# Love and Death
Love and Death (en Argentina y en España, La última noche de Boris Grushenko; en México y en Colombia, Amor y muerte: La última noche de Boris Grushenko) es una película estadounidense de 1975 dirigida por Woody Allen.
Se trata de un homenaje/parodia a la literatura rusa, a la que el director neoyorquino tiene mucho cariño (Fiódor Dostoievski y otros). Es una de las más destacadas comedias tempranas de Woody Allen como director, guionista y actor principal y el propio Allen la consideró como la película más graciosa que ha hecho.
Es una comedia alocada, en la que los personajes se debaten en discusiones filosóficas en los momentos más inoportunos, mezclando un hilarante espíritu humorístico con reflexiones profundamente existenciales.

## Argumento
A punto de ser ejecutado por un crimen que nunca cometió, Boris Grushenko recuerda cómo llegó a su situación actual. Inicialmente, estaba previsto que su ejecución se produjera a las 5:00 de la mañana, pero Boris recibió una indulgencia: se aplazó la ejecución hasta las 6:00 de la mañana.
Ivan, Mikhail y Boris son tres hermanos que han alcanzado la “plena edad adulta”, Ivan y Mikhail son musculosos y atléticos, y Boris es un flacucho de 1,68 m. Desde la infancia, Boris ha estado enamorado de su prima Sonja, con quien mantiene conversaciones profundas. Sonja: “Amar es sufrir. Para evitar el sufrimiento no hay que amar, pero entonces se sufre por no amar. Por lo tanto, amar es sufrir, no amar es sufrir, sufrir es sufrir. Ser feliz es amar, ser feliz entonces es sufrir, pero el sufrimiento nos hace infelices; por lo tanto, para ser infeliz hay que amar o amar para sufrir o sufrir por demasiada felicidad. Espero que lo estés captando”.
Sonja le dice a Boris que anhela un hombre que encarne sus tres elementos esenciales del amor: intelectualidad, espiritualidad y sensualidad. Boris, pensando que está confesándole su amor, queda desolado cuando Sonja le dice que ha estado enamorada de Ivan toda su vida. Boris: "Ivan apenas puede escribir su nombre en la tierra con un palo".
Cuando Iván anuncia que tiene intención de casarse con Anna Ivanova, Sonja, desolada, anuncia inmediatamente que se casará con Sergei Minskov, de 81 años. Minskov, emocionado, muere inmediatamente de un ataque al corazón. Sonja se casa entonces con Leonid Boskovic, el comerciante de arenques, que se divierte con arenques mientras que Sonia coquetea con un músico.
Cuando Napoleón invade Austria durante las guerras napoleónicas , Boris, un cobarde y pacifista , se ve obligado a alistarse en el ejército ruso. Boris no cree en luchar por la "Madre Rusia". Madre de Boris: "¡Espero que lo pongan en el frente!"
Boris completa el entrenamiento militar, incluida una "obra de teatro sobre higiene" sobre condones y enfermedades venéreas. Durante el permiso, Boris coquetea en la ópera con la bella condesa Alexandrovna, cuyo amante actual ha matado a varios hombres en duelos . Condesa: "Eres la mejor amante que he tenido". Boris: "Practico mucho cuando estoy solo".
Infeliz en su matrimonio, Sonja relata una larga lista de amantes. Boris se ofrece a llevársela, pero Sonja pregunta por Ivan. Cuando Boris le dice que irá al frente al día siguiente, Sonja le dice a Boris: "¡Diviértete!" Boris se convierte inadvertidamente en un héroe de guerra cuando se queda dormido dentro de un gran cañón y es disparado contra la tienda de mando francesa, matando a los oficiales. El regimiento que comenzó con 12.000 hombres en batalla se reduce a 14 sobrevivientes; un mensaje del Zar anima: "Continúa con el buen trabajo". Ivan, una víctima de la batalla, es asesinado a bayonetazos por un " objetor de conciencia polaco ".
Un oficial de caballería turco cuestiona la castidad de Sonja. Boskovic muere accidentalmente mientras limpiaba su pistola preparándose para un duelo en defensa de su honor. Sonja lamenta no haber sido más amable con él, tal vez incluso haber tenido relaciones sexuales con él una vez.
El amante de la condesa, Anton Lebedokov, reta a Boris a un duelo. Boris regresa y le propone matrimonio a la viuda Sonja, quien promete casarse con él, pensando que morirá en el duelo. Para su sorpresa y desánimo, Boris sobrevive al duelo. Su matrimonio está lleno de debates filosóficos. Sonja: "El sexo sin amor es una experiencia vacía". Boris: "Sí, pero como experiencias vacías, es difícil de superar". Con el paso del tiempo, Boris se gana el corazón de Sonja.
Sonja concibe un complot para asesinar a Napoleón en su cuartel general en Moscú. Debaten el asunto con un doble lenguaje filosófico y Boris acepta a regañadientes. En una posada de camino a Moscú, se encuentran con Don Francisco y su hermana, emisarios de José Bonaparte ante Napoleón. Boris y Sonya acechan a los españoles y ocupan su lugar. Sin saberlo, se encuentran con el doble de Napoleón, que intenta seducir a Sonja, pero ella lo deja inconsciente después de que Boris fracasara en varios intentos. Sobre el cuerpo inconsciente, Sonya y Boris debaten la ética de matar a Napoleón. Mientras Boris vacila, otro asesino de Napoleón dispara al doble.
Sonja escapa del arresto, pero Boris es capturado. A pesar de que una visión le dice que será indultado, Boris es ejecutado. El fantasma de Boris se despide de Sonja y del público antes de alejarse bailando con la Muerte .

## Actores
| - Woody Allen como Boris Grushenko. - Diane Keaton como Sonja. - Georges Adet como Viejo Nehamkin. - Frank Adu como sargento. - Brian Coburn como Dmitri. - Jessica Harper como Natasha. - James Tolkan como Napoleón Bonaparte. - Olga Georges-Picot como Condesa Alexandrovna. - Harold Gould como Anton lvanovich Lebedokov. | - Zvee Scooler como Padre. - Féodor Atkine como Mijaíl Grushenko. - Yves Barsacq como Rimsky. - Tony Jay como Vladimir Maximovitch. - Aubrey Morris como Soldado 4. - Alfred Lutter como Joven Boris. - Sol Frieder como Voskovec. - Lloyd Battistacomo Don Francisco. |

## Producción
Allen rodó la película en Francia y Hungría, donde tuvo que enfrentarse a condiciones meteorológicas adversas, negativos estropeados, intoxicaciones alimentarias, heridas físicas y dificultades de comunicación. Por ello, juró no volver a rodar una película fuera de Estados Unidos. Sin embargo, a partir de 1996 con Everyone Says I Love You , Allen rodó varias películas en el extranjero.

## Temas
Grushenko muestra ya un claro estilo en la escritura y en la dirección de Woody Allen, dispuesto a dar el gran paso con su siguiente película, la conocida Annie Hall (1977). El filme, además de ser una película de época, con vestuarios y escenarios que emulaban la Rusia de la era napoleónica, es una clara muestra del irreverente atrevimiento de Allen, bromeando a costa de una figura histórica como Bonaparte, y de una literatura tan respetada como la rusa. A partir de estos elementos, el filme refleja una sagaz parodia de Guerra y paz, Ana Karenina, Los hermanos Karamázov e incluso Doctor Zhivago.
Especialmente destacables son los guiños de Allen hacia Audrey Hepburn -con una Sonja que pretende asimilarse a la Natascha de Guerra y paz- o los ambientes melancólicamente rusos sembrados de la música de Serguéi Prokófiev.
Allen pone un especial énfasis en los diálogos, filosóficos, mordaces e inevitablemente cómicos, así como en la comedia física o slapstick y en los siempre presentes homenajes/parodias a sus héroes: en la escena final, Boris Grushenko baila con la muerte, personificada como lo hiciera el cineasta sueco Ingmar Bergman en su aclamado filme El séptimo sello (1957).